# The Gates (serie de televisión)
The Gates es una serie de televisión estadounidense, del género sobrenatural y dramático, que se estrenó en la ABC el 20 de junio del 2010.

## Argumento
Nick Monohan y su familia se mudan de Chicago a una comunidad tranquila, llamada The Gates, donde él será jefe de la policía. Pronto se dan cuenta de que sus vecinos no son lo que parecen ser. The Gates está repleto de seres como vampiros, brujas, hombres lobo y súcubos.

## Reparto

### Principales
| Actor           | Personaje       | Descripción                                                                        |
| --------------- | --------------- | ---------------------------------------------------------------------------------- |
| Frank Grillo    | Nick Monohan    | El nuevo jefe de policía de The Gates                                              |
| Marisol Nichols | Sarah Monohan   | Esposa de Nick Monohan                                                             |
| Travis Caldwell | Charlie Monohan | Hijo de Nick y Sarah Monohan                                                       |
| McKaley Miller  | Dana Monohan    | Hija de Nick y Sarah Monohan                                                       |
| Luke Mably      | Dylan Radcliff  | Un vampiro                                                                         |
| Rhona Mitra     | Claire Radcliff | Una vampiresa y esposa de Dylan Radcliff                                           |
| Chandra West    | Devon           | Una bruja y el antagonista principal de la serie                                   |
| Skyler Samuels  | Andie Bates     | Un súcubo                                                                          |
| Colton Haynes   | Brett Crezski   | Un hombre lobo                                                                     |
| Justin Miles    | Marcus Jordan   | Un funcionario que trabaja en The Gates                                            |
| Janina Gavankar | Leigh Turner    | Una funcionaria que trabaja en The Gates y que tiene su corazón dentro de una caja |

### Secundarios
| Actor            | Personaje        | Descripción                                    |
| ---------------- | ---------------- | ---------------------------------------------- |
| Victoria Platt   | Peg Muller       | Una bruja y exprofesora de Devon               |
| James Preston    | Lukas Ford       | Un hombre lobo                                 |
| Paul Blackthorne | Christian Harper | Un vampiro que atormenta a Claire Radcliff     |
| Brett Cullen     | Frank Buckley    | El dueño de The Gates y exesposo de Devon      |
| Andrea Powell    | Karen Crezski    | La madre de Brett Crezski                      |
| Gloria Votsis    | Vanessa Buckley  | Una vampiresa y actual esposa de Frank Buckley |
| Rachel DiPillo   | Lexie Wade       | Una mujer lobo                                 |

## Desarrollo y producción
Se realizaron varios episodios piloto para The Gates examinados por la ABC para la temporada de 2009–2010. No fue hasta octubre de 2009 que la ABC anunció por primera vez el desarrollo de la serie, que es una coproducción internacional para Fox Television Studios.
La filmación comenzó en Shreveport, Luisiana el 29 de marzo de 2010 y se espera que continúe hasta agosto de 2010

## Cancelación
Poco después de que la primera temporada acabará de emitirse, hubo rumores de que el show no iba a volver para una segunda temporada. Estos rumores fueron alimentados principalmente por tuits de un miembro del elenco, Frank Grillo, presuntamente porque su contrato no iba a ser renovado.  En octubre de 2010 Varios Actores de The Gates confirmaron que el show había sido efectivamente cancelado y que no se realizaría una segunda temporada.